# جيك باسكوال
جيك باسكوال (11 نوفمبر 1988 في الفلبين - ) هو لاعب كرة سلة فلبيني في مركز هجوم صغير الجسم. لعب مع باراكو بول إنرجي.

## وصلات خارجية
- جيك باسكوال على موقع ريلجم (الإنجليزية)